# Abarema filamentosa
Espèce
Statut de conservation UICN

 VU B1+2c : Vulnérable
Abarema filamentosa est une espèce de plantes à fleurs de la famille des Fabaceae. C'est un arbre endémique du Brésil. Il pousse dans la forêt atlantique humide des États de Bahia et d'Espírito Santo.